# چینه‌دان

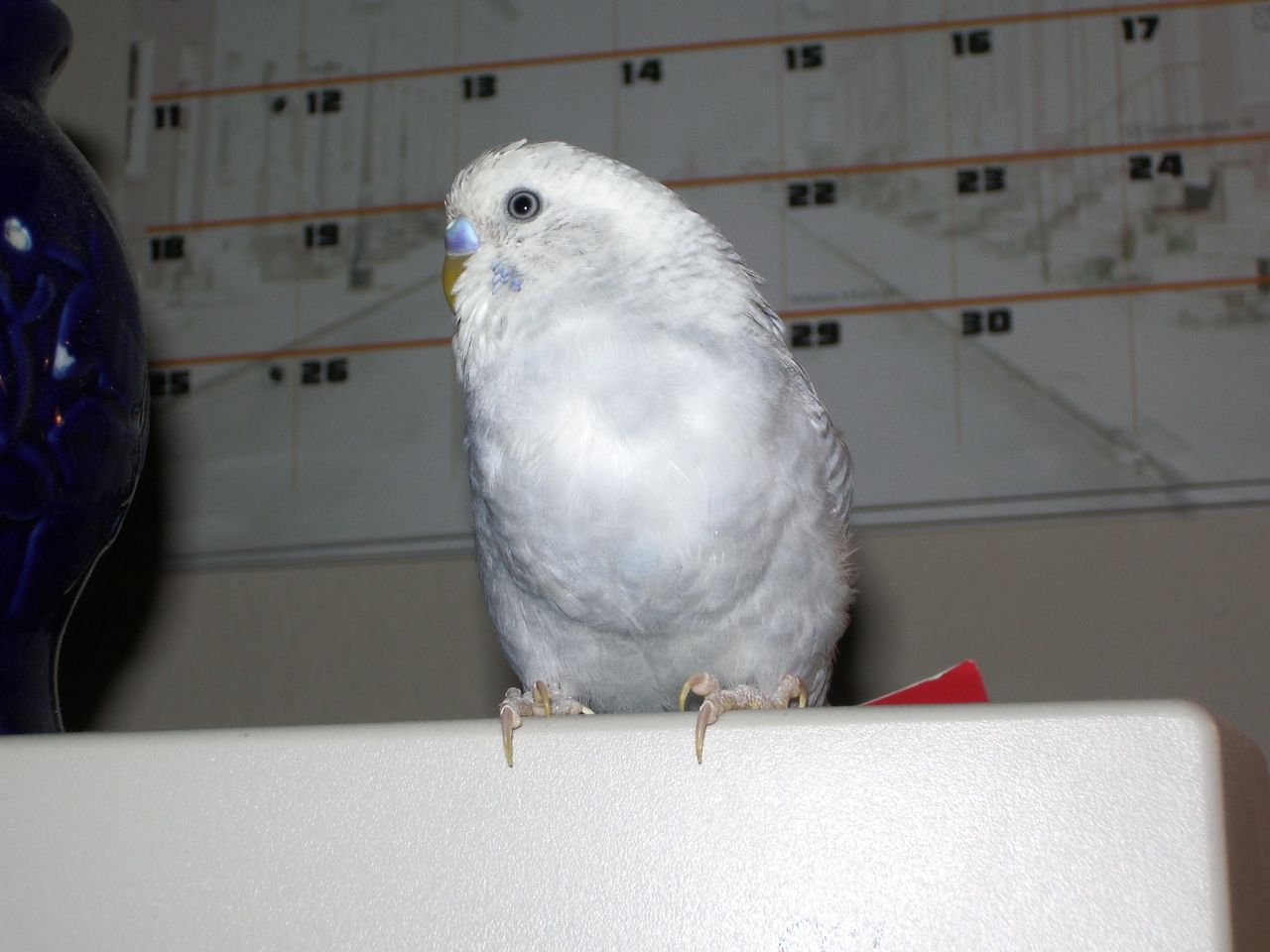
یک مرغ عشق (باجی) نر با چینه‌دان پر پس از تغذیه.

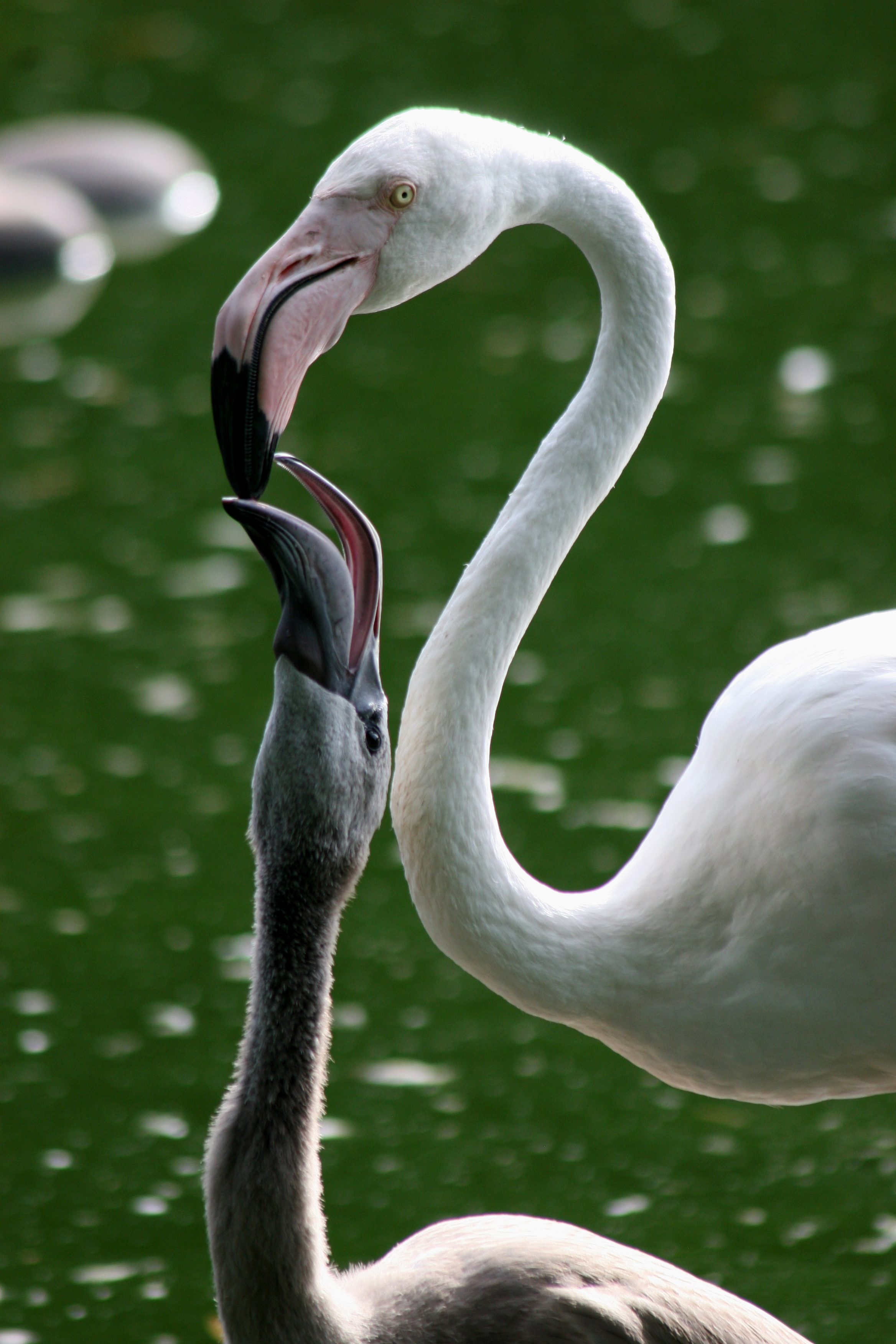
یک فلامینگوی بزرگتر در باغ وحش بازل در بازل سوئیس با شیر چینه‌دان تغذیه می‌شود.

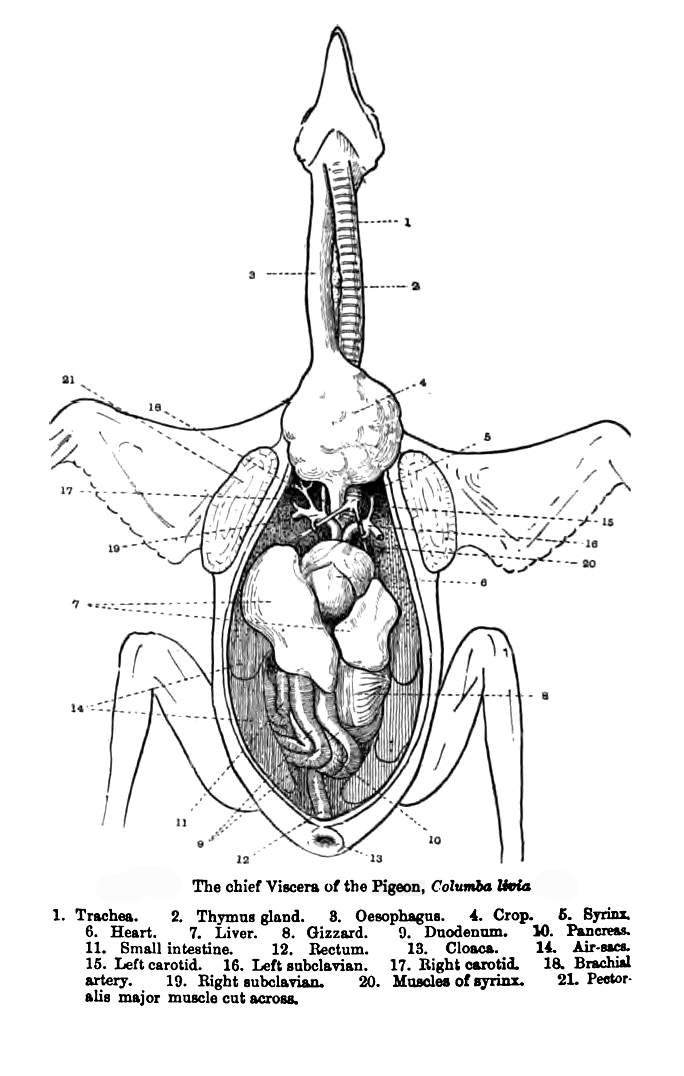
چینه‌دان (شماره ۴) در ابتدای کانال دست‍گاه گوارش به وضوح دیده می‌شود.

چینه‌دان یا ژاغَر (به انگلیسی: A crop or a croup or a craw, or ingluvies) یک برآمدگی یا بخش گسترش یافته‌ای با دیوارهٔ نازک در کانال دستگاه گوارش است که برای ذخیره‌سازی غذا قبل از هضم از آن استفاده می‌شود. این ساختار آناتومیک در انواع گوناگونی از جانداران یافت می‌شود. این عضو در پرندگان، برخی از دایناسورهای غیر پرنده و در بی‌مهرگان که شکم‌پایان (حلزون‌ها) را هم شامل می‌شود، کرم‌های خاکی، زالو و حشرات دیده می‌شود.

## زنبورها
در زنبورها این عضو برای نگهداری شهد گل به‌طور موقت استفاده می‌شود. هنگامی که زنبورها «شیر» شهد را می‌مکند، آن را در این عضو انبار می‌کنند.

## پرندگان
در سیستم گوارشی یک پرنده، چینه‌دان یک کیسهٔ گسترش یافته و ماهیچه‌ای در نزدیکی مری و گلو است. این بخش از دستگاه گوارش؛ اساساً یک بخش بزرگ از مری است. همانند بسیاری دیگر از ارگانیسم‌هایی که چینه‌دان دارند، چینه‌دان برای ذخیره موقت استفاده می‌شود. همهٔ پرندگان چینه‌دان ندارند. در کبوتر و فاخته‌های بزرگسال، چینه‌دان می‌تواند برای پرورش جوجه‌های نوزاد این پرندگان شیر چینه‌دان تولید کند.
پرندگان لاشه‌خوار مانند کرکس‌ها وقتی که به غذای فراوان می‌رسند، با حرص و ولع خوراک خود را می‌بلعند، و این سبب برآمدگی چینه‌دان آن‌ها می‌شود. سپس با نشستن، چرت‌زدن، یا خواب، آن‌ها به استراحت می‌پردازند تا غذای خود را هضم کنند.

## در ادبیات
در رابطه با این واقعیت که غازها چینه‌دان ندارند سوژه و فرصت وقوع روی‌دادی گردیده که بسیاری آن را یک داستان کارآگاهی قضایی بزرگِ شرلوک هولمز؛ یا در واقع نویسندهٔ آن، آرتور کانن دویل، ماجرای یاقوت آبی (The Adventure of the Blue Carbuncle)، می‌دانند. در «ماجرای یاقوت آبی»، یک جواهر ارزشمند ظاهراً قرار بوده که در چینه‌دان غاز مخفی شده‌باشد.